# Albert H. Kelley
Pour les articles homonymes, voir Kelley.
Albert H. Kelley (né le 7 octobre 1894 à Wallingford (Connecticut), mort le 2 mai 1989 à Los Angeles) est un réalisateur américain de cinéma. Il est parfois crédité sous le nom d'Albert Kelly ou Albert Kelley.
Son film le plus ambitieux est The Charge of the Gauchos sorti en 1928 en Argentine et aux États-Unis.

## Filmographie
- 1921 : Home Stuff (en)
- 1926 : His New York Wife (en)
- 1926 : Shameful Behavior?
- 1926 : Dancing Days
- 1927 : Stage Kisses (en)
- 1928 : Confessions of a Wife
- 1928 : The Charge of the Gauchos
- 1929 : Campus Knights (en)
- 1930 : The Woman Racket (en)
- 1933 : Jungle Bride  co-réalisé avec Harry O. Hoyt
- 1941 : Double Cross (en)
- 1943 : Submarine Base (en)
- 1948 : Street Corner (en)